# RUN (テレビドラマ)
『RUN』（ラン）は1993年10月15日から12月24日までTBS系列の「金9ドラマ」枠で放送された日本のテレビドラマ。主演は長渕剛。

## ストーリー
長渕が演じるのはホテルの高級スイートルームに住み、政財界などの大物の運勢を占う易者の輪宝。しかし、それはあくまでも昼の顔であり、夜になれば巨悪に立ち向かう泥棒、言わば現代版ねずみ小僧である。表と裏の顔を使い、現金至上主義に陥った現代社会に本当の人間の在り方を問う。

## キャスト

### 主要人物
輪宝（りんほう） / 木薮 鉄二（きやぶ てつじ）〈35〉
演 - 長渕剛（幼少期：）
新宿の繁華街に立つ経歴不明の易者。
木薮鉄二の出身地は高知県南土佐町。

### 鼠小僧
輪宝と組んでいる泥棒3人組。
亀屋 順吉（かめや じゅんきち）
演 - 石倉三郎
小料理屋『割烹料理 亀家』店主。通称「大将」。
平井 健太郎（ひらい けんたろう）
演 - 山田辰夫
税理士。通称「ケン坊」。

### 鉄二の親族
木薮 一政（きやぶ かずまさ）
演 - 柄本明
鉄二の父。議員になるために町役場の公務員で務める。公務員試験を受けていたが不合格であり、その後、酒に溺れて博打で借金をしていた。
木薮 春（きやぶ はる）
演 - 室井滋
鉄二の母。

### 警察関係者
熊田 一郎（くまだ いちろう）
演 - 室田日出男
北新宿署捜査1課警部。
最近出没する「鼠小僧」が輪宝ではないかとにらみ、執拗に追い詰める。

演 - 石丸謙二郎
北新宿署捜査1課課長。

### 輪宝の支援者
石原 泰造（いしはら たいぞう）
演 - 高品格
グループ企業会長。輪宝の支援者。

### 輪宝と深く関わる人物
朝霧 けい子（あさぎり けいこ）
演 - 国生さゆり
モデル。裕一の愛人。
ある出来事から、輪宝と深く関わる事になる。
大田黒 源（おおたぐろ げん）
演 - 山梨鐐平
オカマバーのママ。学生時代に同性愛者の先輩から強姦され、オカマになったと母のユメが証言している。
大輔（だいすけ）〈5〉
演 - 森廉（第3話・第4話・第7話 - 最終話）
亀屋 福子（かめや ふくこ）
演 - 大塚良重
順吉の妻。
大田黒 ユメ（おおたぐろ ゆめ）
演 - ミヤコ蝶々（第1話・第3話・第8話 - 第10話）
源の母。ホテルや遊技場など手広く経営する実業家。

### ゲスト

#### 第1話
石原 裕一（いしはら ゆういち）
演 - 豊川悦司（第2話・第3話）
グループ企業会長の御曹司。社長。
教祖
演 - ベンガル
宗教団体「エルリナ天使教団」の教祖。
その他
演 - 織本順吉

#### 第3話
石田
演 - 光石研（第4話・第5話）
カメラマン。

#### 第5話
演 - 上田耕一
芸能事務所「エイト企画」社長。

#### 第6話
加納 隆輔（かのう りゅうすけ）
演 - 峰岸徹
大野 竜也（おおの りゅうや）
演 - 大森嘉之
プロボクサー。
健太郎の妻
演 - 松金よね子（最終話）

#### 第7話
榎戸 豊（えのきど ゆたか）
演 - 渡辺哲（第8話）

## スタッフ
- 原案：長渕剛
- 脚本：清水有生
- プロデュース：中川善晴、大岡進
- 演出：大岡進、竹之下寛次、吉川厚志
- 音楽：長渕剛、笛吹利明
- 主題歌：長渕剛「RUN」
- 挿入歌：長渕剛「心配しないで（Instrumental）」
- 製作著作：TBS

## 放送日程
| 各話                                                       | 放送日   | サブタイトル           | 演出       | 視聴率 |
| ---------------------------------------------------------- | -------- | ---------------------- | ---------- | ------ |
| VOL.01                                                     | 10月15日 | 謎の易者・輪宝         | 大岡進     | xx.x%  |
| VOL.02                                                     | 10月22日 | 鼠小僧只今参上!        | 大岡進     | xx.x%  |
| VOL.03                                                     | 10月29日 | これがお前の母ちゃんだ | 竹之下寛次 | xx.x%  |
| VOL.04                                                     | 11月05日 | 売春組織の罠           | 竹之下寛次 | xx.x%  |
| VOL.05                                                     | 11月12日 | ロシアンルーレット     | 大岡進     | xx.x%  |
| VOL.06                                                     | 11月19日 | 偽りのチャンピオン     | 大岡進     | xx.x%  |
| VOL.07                                                     | 11月26日 | 過去                   | 竹之下寛次 | xx.x%  |
| VOL.08                                                     | 12月03日 | 四人目の鼠             | 竹之下寛次 | xx.x%  |
| VOL.09                                                     | 12月10日 | ガンジス               | 吉川厚志   | xx.x%  |
| VOL.10                                                     | 12月17日 | 真冬の花火             | 大岡進     | xx.x%  |
| VOL.11 （最終話）                                          | 12月24日 | 輪宝どこへ行く         | 大岡進     | xx.x%  |
| 平均視聴率 15.2%（視聴率は関東地区・ビデオリサーチ社調べ） |          |                        |            |        |

## エピソード
- スタジオ収録のクランクアップ時に、スタッフから花束が贈られたが逆上した長渕は花束を叩きつけ、スタッフ数人に暴力を振るった。ロケ撮影がまだ数カット分残っていたにもかかわらず、打ち上げのようにスタッフが喜んだことが長渕が憤慨した原因とされている。これについては「殴った自分が正しいと思えればいいんじゃないか。我慢ならない時、あまりにもひどいじゃないかという時、俺は一発（鉄拳制裁を）やっていいと思う。これは『肉体言語』だよ。『暴力』じゃないの。ただし、要は殴り方なんですよ。俺も時として『肉体言語』がポーンと出ることはあるよ。でも反省はしてないし」と持論をのべていた。
- 打ち上げパーティー終了後に、失くした数珠を探させたが見つからなかった事に腹を立て、一度パーティー会場を後にしたアシスタントディレクターを呼び戻し、サンドバッグのように殴りつけた[1]。長渕の愛人と言われていた国生さゆりも、ADにコップ酒を投げつけて「やれ、やれ」と囃し立てたという。長渕は、無抵抗のADを殴り終わったあとに、金を投げつけて「訴えられるものなら、訴えてみろ」と開き直った[2]。
- さらに打ち上げパーティの後に国生の体に触れた別のアシスタントディレクターに対しも暴力を振るったと報じられた[3]。また、それ以外にも同ドラマにおいて「脚本を自分流に書き直し、他の出演者への演技指導まで勝手にする」、「ロケの際、ささいなことで腹を立て、複数のスタッフを殴った」、「撮影時間が押して食事が遅れただけで殴られる」、「打ち上げの時、車両係の人が国生さゆりの体に触れただけで、鼻血が出るまで殴られた」などの証言が残っている[4]。テレビドラマスタッフへの暴力行為に関して長渕は、「身銭を切ってもいいからクランクアップの日にスタッフ全員に最高級の温かい弁当を用意してほしい」とプロデューサーに要請したが、実際に出された弁当は冷え切ったカレーであったため、約束を反故にされて激怒した長渕はセット裏で（「肉体言語」名目の）鉄拳制裁を行ったと述べている[5]。